# Nadškofija Sherbrooke
Nadškofija Sherbrooke je rimskokatoliška škofija s sedežem v Sherbrooku (Kanada).

## Geografija
Nadškofija zajame področje 8.000 km² s 316.998 prebivalci, od katerih je 291.261 rimokatoličanov (91,9 % vsega prebivalstva).
Nadškofija se nadalje deli na 107 župnij.

## Nadškofje
- Philippe Servulo Desranleau (2. marec 1951-28. maj 1952)
- Georges Cabana (28. maj 1952-7. februar 1967)
- Jean-Marie Fortier (20. april 1968-1. julij 1996)
- André Gaumond (1. julij 1996-danes)